# Wolfgang Pucher

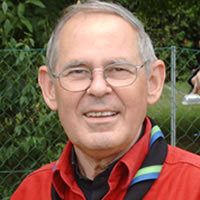
Wolfgang Pucher (2006), mit Pfadfinderhalstuch

Wolfgang Pucher CM (* 31. März 1939 in Hausmannstätten, Steiermark; † 19. Juli 2023 in Karbuni, Insel Korčula, Kroatien) war ein österreichischer römisch-katholischer Ordenspriester der Lazaristen, der wegen seines sozialen Engagements in den Medien als Grazer Armenpfarrer bezeichnet wird.

## Leben
Wolfgang Pucher wuchs in einer Handwerkerfamilie auf und verbrachte seine Kindheit in der Ortschaft Zerlach, die zur Pfarre Kirchbach in der Oststeiermark zählt. Schon früh und mit Unterstützung seiner Mutter beschloss Pucher Priester zu werden. Er wurde auch am Bischöflichen Knabenseminar in Graz aufgenommen, musste dieses aber als 13-Jähriger wegen schlechter Leistungen wieder verlassen, da das Wiederholen einer Klasse dort nicht vorgesehen war, und kam in ein privates Internat. Er suchte nach einer alternativen Möglichkeit, Priester zu werden und trat nach der Matura 1958 in die Ordensgemeinschaft der Lazaristen ein. Nach seiner theologischen Ausbildung empfing er 1963 die Priesterweihe. Anschließend war er als Kaplan und Religionslehrer in Graz tätig. Von 1969 bis 1973 arbeitete er als Internatsleiter am österreichischen St. Georgs-Kolleg in Istanbul, wo er sich auch um Straßenkinder kümmerte. Im Jahr 1973 wurde er zum Pfarrer der Pfarre St. Vinzenz in Graz berufen.
1978 machte er die Stadtpolitik auf die Situation in der Heßgasse aufmerksam. Vor allem war es den dortigen Bewohnern schwer möglich, mit dieser Adresse Arbeit zu finden. Die Gasse wurde 1986 aus sozialpolitischen Gründen aus dem Stadtplan gelöscht, das Straßenschild wurde ihm übergeben. Heute trägt die Straße seinen Namen.
Als Nächstes setzte er sich das Ziel, die Obdachlosigkeit in Graz zu bekämpfen. 1991 startete er mit dem Vinzibus, der jeden Abend Lebensmittelspenden an Bedürftige verteilte. 1993 eröffnete Pucher im Grazer Bezirk St. Leonhard das sogenannte VinziDorf, ein Dorf aus Baucontainern für obdachlose Menschen. Es folgte der Aufbau weiterer sozialer Einrichtungen, wie:
- VinziBett (Nachtschlafstelle)
- VinziHaus (Anlaufstelle für Hilfesuchende)
- VinziHelp (Rechtliche und finanzielle Unterstützung für Frauen)
- VinziMarkt (zwei Sozialmärkte)
- VinziMed (Krankenstube mit ärztlicher Betreuung)
- VinziNest (Notschlafstelle für Ausländer)
- VinziSchutz (Notschlafstelle für Ausländerinnen)
- VinziShop (Verkauf von gebrauchten Kleidungsstücken)
- VinziTel (Obdachlosenhotel zur Überbrückung von kurz- bis mittelfristig lösbaren Wohnproblemen)
- VinziPort (Notschlafstelle für EU-Bürger)
- VinziPasta (Nudelmanufaktur in Hostice, Vermarktung in Graz)

2005 wurde die Frauennotschlafstelle Haus Rosalie in Graz eröffnet. In Wien gründete er VinziRast-CortiHaus und VinziBett (Notschlafstellen für Obdachlose) sowie im Jahr 2008 den Sozialmarkt Vinzimarkt. Diese Initiativen sind Teil der international tätigen katholischen Vinzenzgemeinschaft. Außerdem war er Herausgeber der vierteljährlich erscheinenden Zeitschrift Armendienst ist Gottesdienst. Ein besonderes Anliegen waren ihm die Roma aus dem Ort Hostice, Slowakei, die als Bettler nach Graz kommen. Nach zahlreichen Vorwürfen, nur Bettler nach Graz zu importieren, startete er das Projekt VinziPasta, eine Nudelmanufaktur in Hostice, mit dem die Frauen des Ortes zuhause Geld verdienen können. Als im Jahre 2011 das Land Steiermark ein Bettelverbot erließ, bekämpft er dieses juristisch. Er ließ sich selbst anzeigen und unterstützt Angezeigten bei Rechtsmitteln. 2013 wurde dieses Verbot dann vom Verfassungsgerichtshof aufgehoben.
Ab 2001 war er Mitglied und Kurat der Pfadfindergruppe Graz 4 „St. Vinzenz“.
2013 beging Wolfgang Pucher sein 50-jähriges Priesterjubiläum, war 40 Jahre Pfarrer von St. Vinzenz und feierte den 20. Geburtstag des Vinzidorfes. Zu diesem Anlass erhielt er mediale Anerkennung durch Tageszeitungen und Fernsehen.
Pucher war rund 10 Jahre Mitglied des Menschenrechtsbeirats der Stadt Graz. 2018 wurde er im Streit aus dem Beirat verabschiedet, anlässlich seines 80. Geburtstages wurde er 2019 als Ehrenmitglied auf Lebenszeit im Beirat aufgenommen.
Wolfgang Pucher kam im Juli 2023 im Alter von 84 Jahren bei einem Urlaub in Kroatien in Folge eines medizinischen Notfalls ums Leben. Er wurde am 12. August auf dem Friedhof St. Leonhard in Graz beigesetzt. Bei der Beerdigung spielte seine Mentee Nora Tödtling-Musenbichler Querflöte.

## Ehrungen und Auszeichnungen
- 2001 Ute-Bock-Preis für Zivilcourage
- 2005 Österreicher des Jahres im Bereich Soziales Engagement
- 2008 Leopold-Kunschak Anerkennungspreis
- 2008 Fritz-Greinecker-Preis für Zivilcourage
- 2012 Essl Social Prize[15]
- 2013 Ehrenbürger von Zerlach
- 2015 Silbernes Ehrenzeichen für Verdienste um die Republik Österreich[16]
- 2017 Goldenes Ehrenzeichen des Landes Steiermark[17]

## Publikationen
- mit Hans Hödl u. a.: St. Vinzenz Graz.St. Vinzenz, Graz 1998.
- mit Cornelia Krebs (Bearbeitung): Wolfgang Pucher. Rebell der Nächstenliebe. Styria, Wien 2009, ISBN 978-3-222-13264-3.